# Route européenne 25
Pour les articles homonymes, voir E25 et Route 25.
La route européenne 25 (E25) est une route qui relie Hoek van Holland aux Pays-Bas (près de La Haye) à Gênes en Italie, en passant par Maastricht, Liège, Luxembourg, Metz, Strasbourg, Genève et le Tunnel du Mont-Blanc. Par extension, elle se poursuit jusqu’à Palerme en Sicile, en passant par la Corse et la Sardaigne. La section Belge est parfois appelé l'autoroute de soleil, à l'instar de l'A7 française. Beaucoup de Néerlandais utilisent cette autoroute pour leur vacances au bord de la mer Méditerranée[réf. nécessaire].

## Tracé

### Pays-Bas

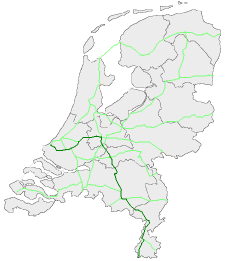
Tracé de l'E25 aux Pays-Bas.

Aux Pays-Bas, la route européenne 25 emprunte les itinéraires suivants :
| (Auto)route | Tracé                              | Villes traversées                  | Routes européennes croisées                                 |
| ----------- | ---------------------------------- | ---------------------------------- | ----------------------------------------------------------- |
|             | Entre Hoek van Holland et Maasdijk |                                    | à Hoak van Holland                                          |
|             | Maasdijk                           |                                    |                                                             |
|             | Entre Maasdijk et Gouda            | Rotterdam                          | à Rotterdam                                                 |
|             | Entre Gouda et Utrecht             | Rotterdam                          | Tronc commun                                                |
|             | Entre Utrecht et Eijsden           | Bois-le-Duc, Eindhoven, Maastricht | à Utrecht à Vianen près de Waardenburg à Eindhoven à Geleen |

### Belgique

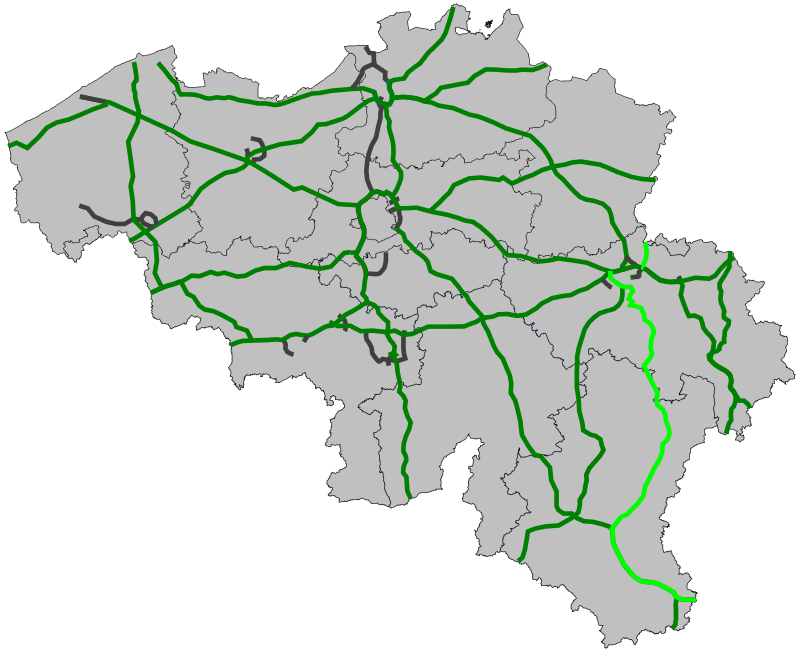
Tracé de l'E25 en Belgique.

En Belgique, la route E25 se confond avec :
| (Auto)route | Tracé                                            | Villes traversées | Routes européennes croisées                         |
| ----------- | ------------------------------------------------ | ----------------- | --------------------------------------------------- |
|             | Entre Visé et Liège (Cheratte)                   |                   | E40 · E42                                           |
|             | Liège (Cheratte) - Loncin                        |                   | Ring de Liège (Pas de numérotation : tracé commun ) |
|             | Loncin - Liège (Chênée)                          |                   | Tunnel de Cointe                                    |
|             | Entre Liège (Chênée) et Échangeur de Neufchâteau |                   |                                                     |
|             | Entre Échangeur de Neufchâteau et Steinfort      |                   | Tronc commun                                        |

### Luxembourg
Au Luxembourg, la route E25 se confond avec :
| (Auto)route | Tracé                         | Villes traversées | Routes européennes croisées |
| ----------- | ----------------------------- | ----------------- | --------------------------- |
|             | Entre Steinfort et Luxembourg |                   | à Luxembourg                |
|             | Entre Luxembourg et Dudelange |                   |                             |

### France (Alsace-Lorraine)
La route européenne 25 traverse une première fois la France où elle relie Thionville (frontière luxembourgeoise) à Saint-Louis. Elle se confond avec :
| (Auto)route | Tracé                           | Villes traversées                          | Routes européennes croisées                            |
| ----------- | ------------------------------- | ------------------------------------------ | ------------------------------------------------------ |
| A 31        | Entre Zoufftgen et Metz         | Thionville                                 | près de Thionville à Metz                              |
| A 4         | Entre Metz et Vendenheim        | Freyming-Merlebach, Sarreguemines, Saverne | entre Metz et Freyming-Merlebach près de Sarreguemines |
| A 355       | Autour de Strasbourg            | Strasbourg                                 | à Strasbourg                                           |
| A 35 · D 83 | Entre Strasbourg et Saint-Louis | Sélestat, Colmar, Mulhouse                 | à Mulhouse                                             |

### Suisse
En Suisse, la E25 relie Bâle à Genève. Elle se confond avec :
| (Auto)route | Tracé                           | Villes traversées                  | Routes européennes croisées                                                           |
| ----------- | ------------------------------- | ---------------------------------- | ------------------------------------------------------------------------------------- |
|             | Entre Bâle et Kaiseraugst       |                                    |                                                                                       |
|             | Entre Kaiseraugst et Egerkingen |                                    |                                                                                       |
|             | Entre Egerkingen et Genève      | Berne, Yverdon-les-Bains, Lausanne | entre Urtenen-Schonbuhl et Berne entre Chavornay et Lausanne entre Lausanne et Genève |

### France (Savoie)
La route européenne traverse une seconde fois la France où elle relie Saint-Julien-en-Genevois (frontière suisse) à Chamonix-Mont-Blanc (Tunnel du Mont-Blanc, frontière italienne). Elle se confond avec :
| (Auto)route | Tracé                                   | Villes traversées | Routes européennes croisées   |
| ----------- | --------------------------------------- | ----------------- | ----------------------------- |
| A 41        | Saint-Julien-en-Genevois                |                   | E21 · E62                     |
| A 40        | Entre Saint-Julien-en-Genevois et Passy | Annemasse, Cluses | entre Annemasse et Scientrier |
| N 205       | Entre Passy et le tunnel du Mont-Blanc  |                   |                               |

### Italie (du Mont-Blanc à Gênes)
La route européenne 25 traverse une première fois l’Italie où elle relie le tunnel du Mont-Blanc à Gênes. Elle se confond avec :
| (Auto)route | Tracé                                  | Villes traversées | Routes européennes croisées |
| ----------- | -------------------------------------- | ----------------- | --------------------------- |
|             | Entre le tunnel du Mont-Blanc et Ivrée | Aoste             | à Aoste à Ivrée             |
|             | Entre Ivrée et Alice Castello          |                   | à Alice Castello            |
|             | Entre Alice Castello et Verceil        |                   |                             |
|             | Entre Verceil et Gênes                 | Alexandrie        | à Alexandrie                |
|             | Gênes                                  |                   | Tronc commun                |

NB. Entre l'effondrement du pont Morandi le 14 août 2018 et l'inauguration du pont St-Georges 3 août 2020, la E25 passait dans le centre-ville de Gênes afin de rejoindre son port (point de départ de l’extension vers la Corse).

## Extension

### France (Corse)
En Corse, l'extension de la route E25 se confond avec :
| (Auto)route | Tracé                  | Villes traversées | Routes européennes croisées |
| ----------- | ---------------------- | ----------------- | --------------------------- |
| T 11        | Entre Bastia et Borgo  |                   |                             |
| T 20        | Entre Borgo et Ajaccio | Corte             |                             |
| T 21        | Ajaccio                |                   |                             |

### Italie (Sardaigne et Sicile)
La route E25 s'étend ensuite en Sardaigne et Sicile et se confond avec :
| (Auto)route | Tracé                          | Villes traversées | Routes européennes croisées |
| ----------- | ------------------------------ | ----------------- | --------------------------- |
|             | Entre Porto Torres et Cagliari | Sassari           | à Sassari                   |
| Ferry       | Entre Cagliari et Palerme      |                   | à Palerme                   |

## Galerie

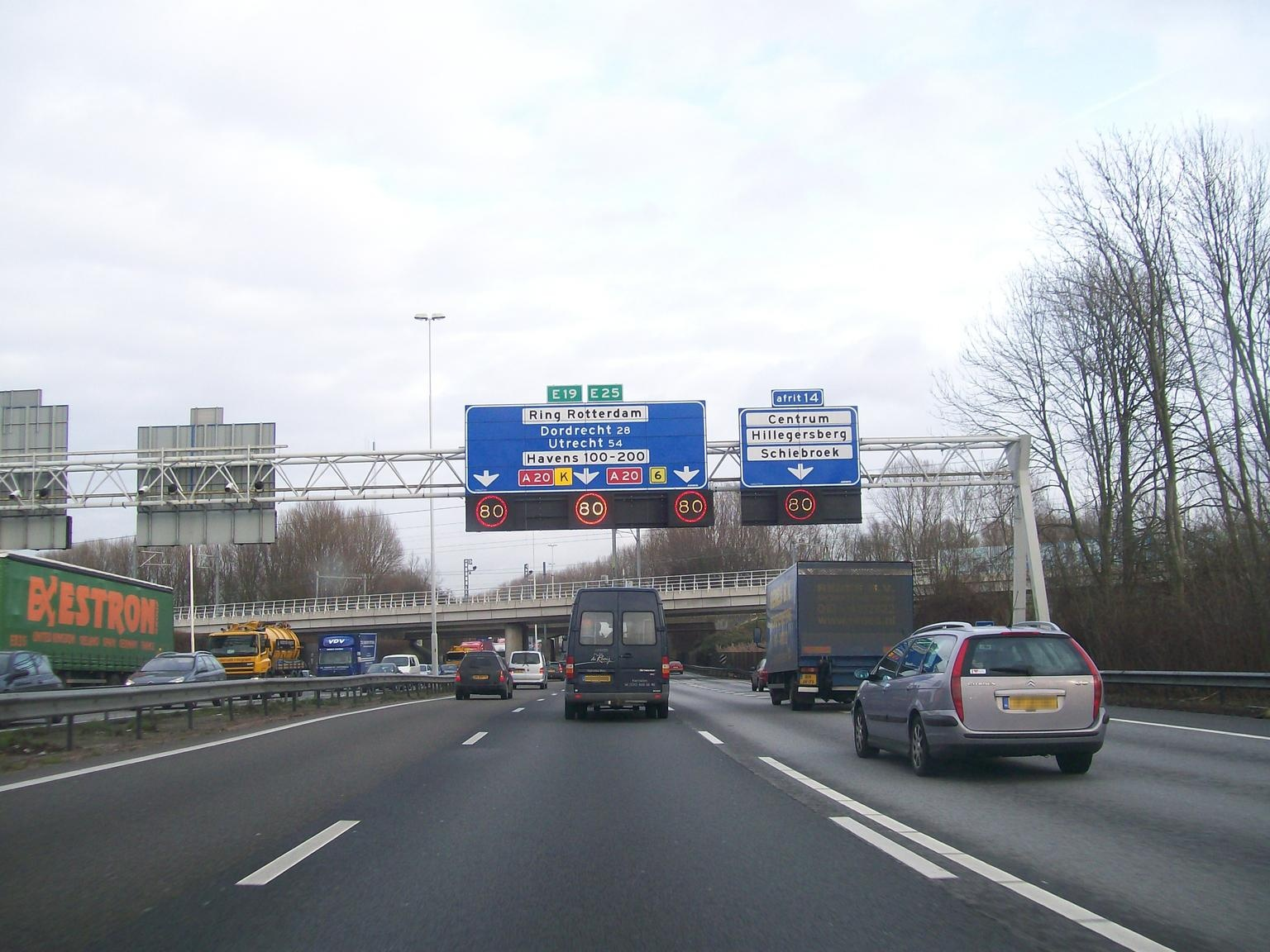
La route européenne 25 près de Rotterdam.
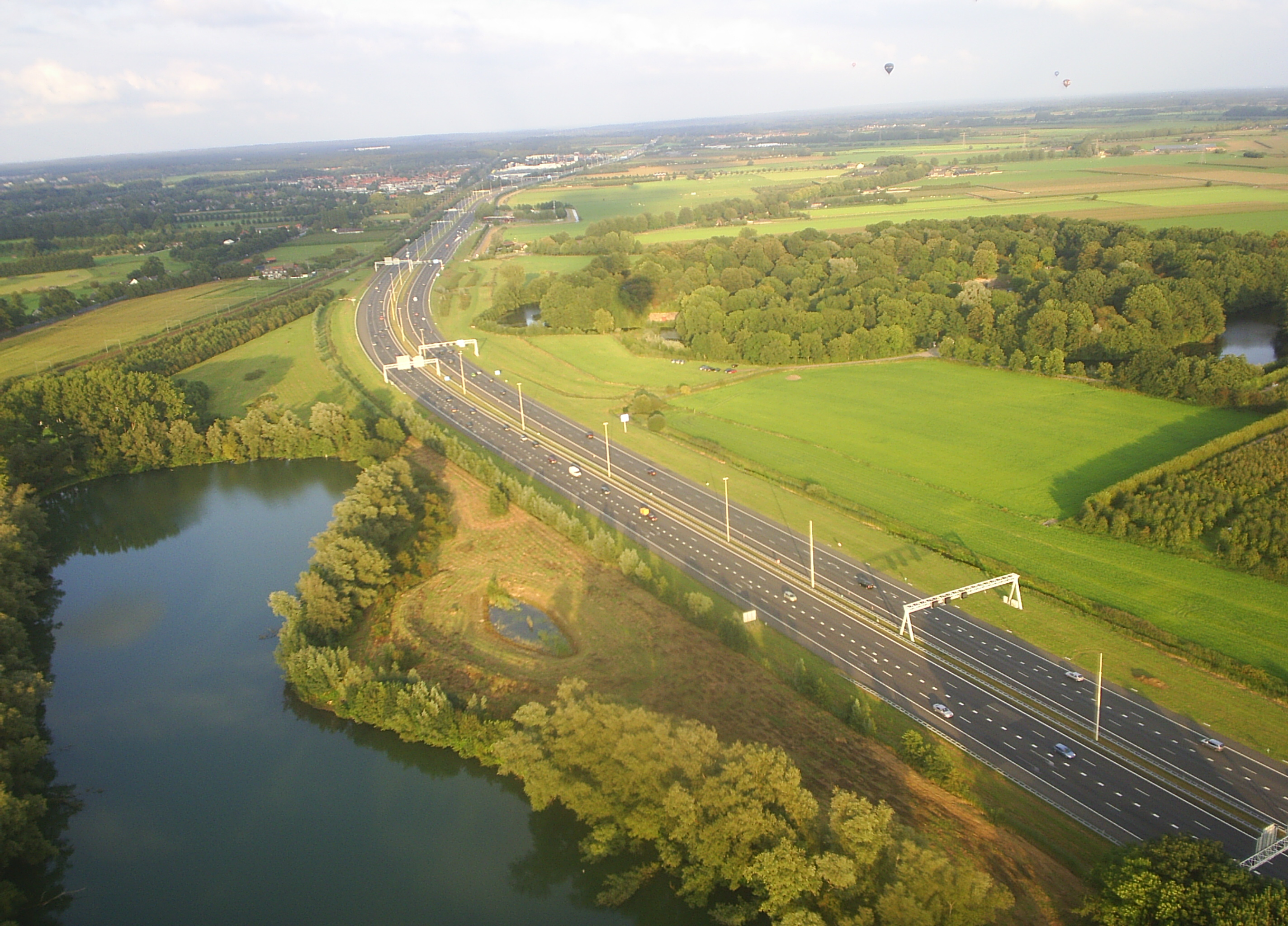
La route européenne 25 au niveau d’Utrecht.
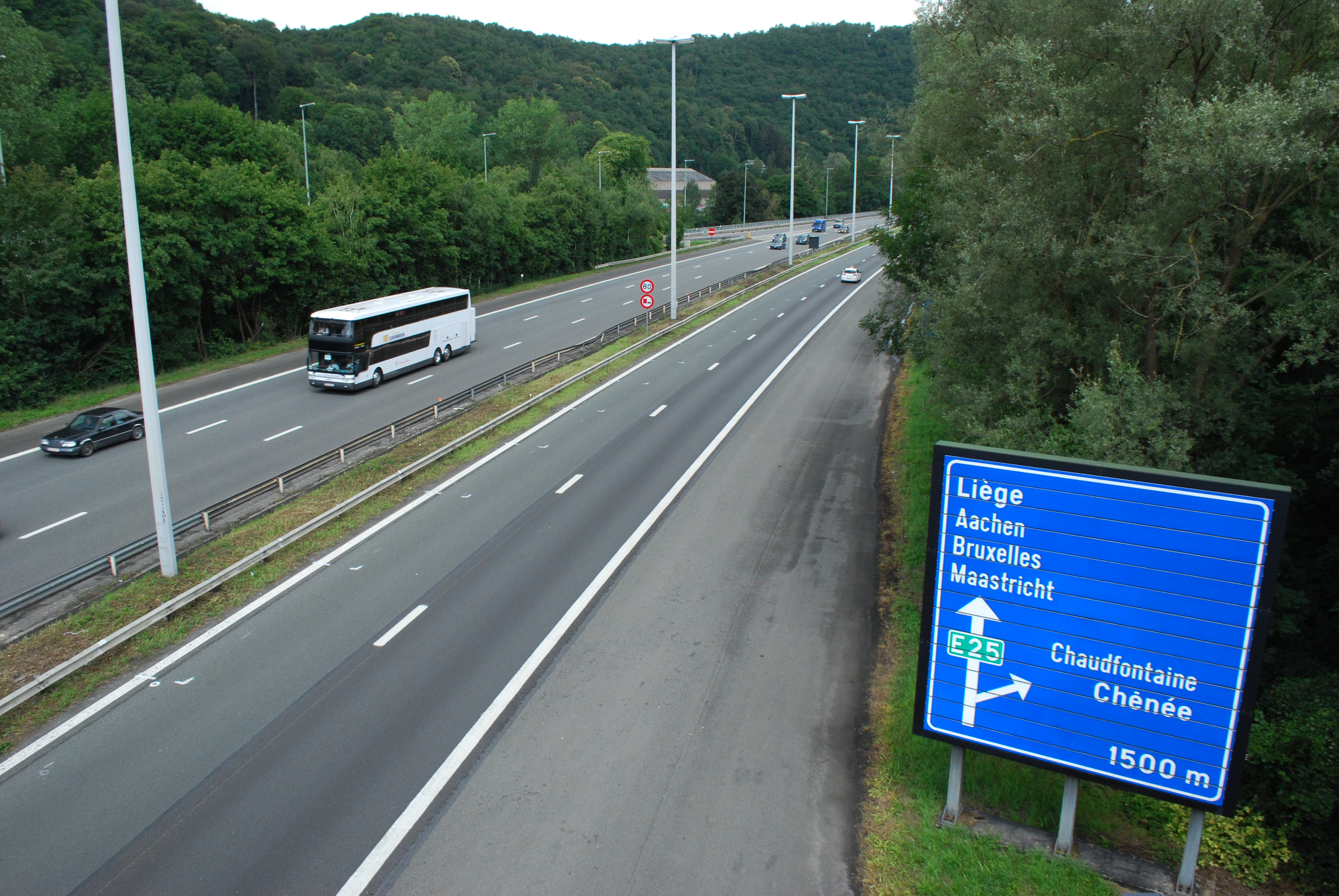
La route européenne 25 près de Chaudfontaine.
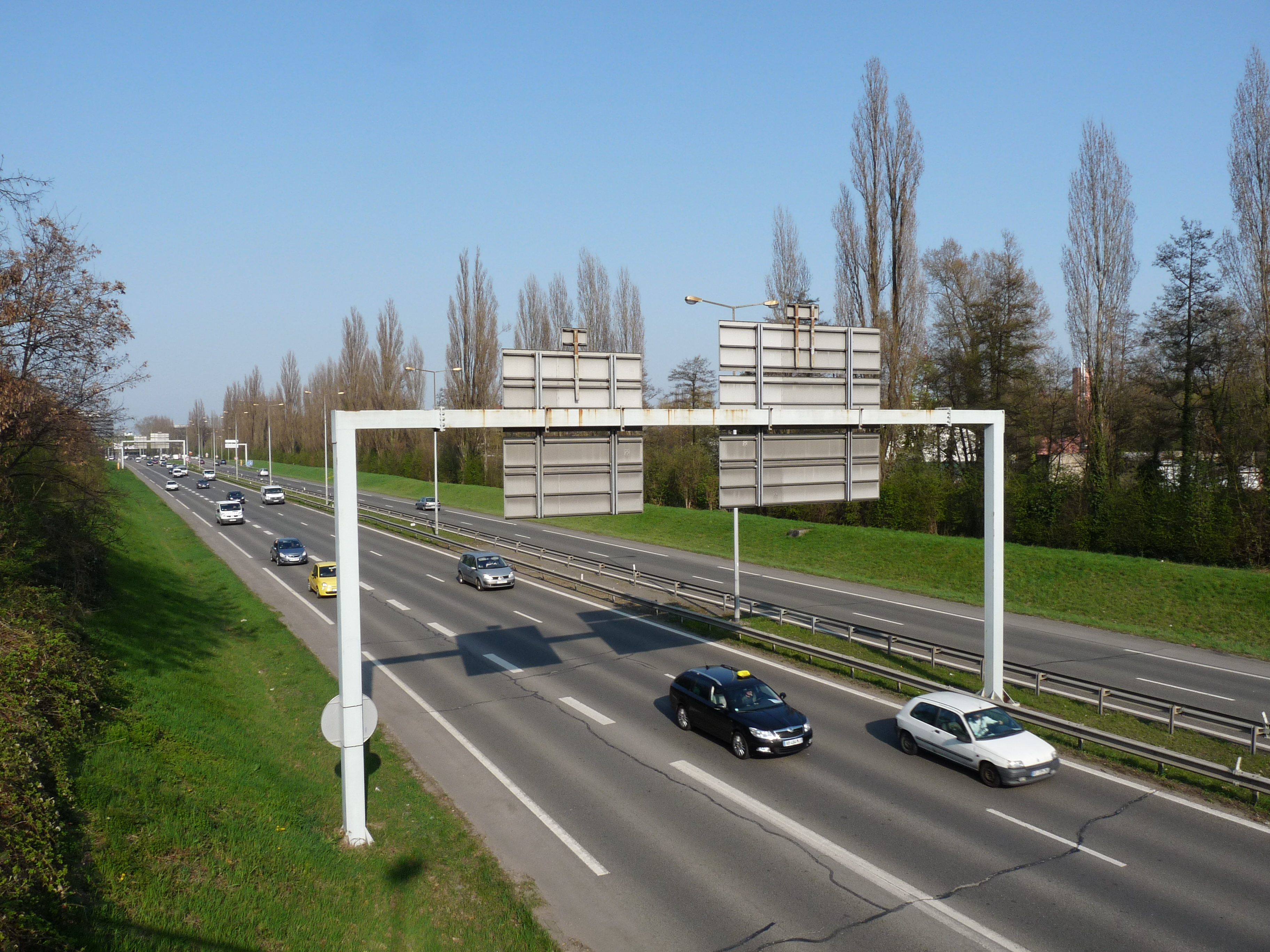
La route européenne 25 dans Strasbourg.
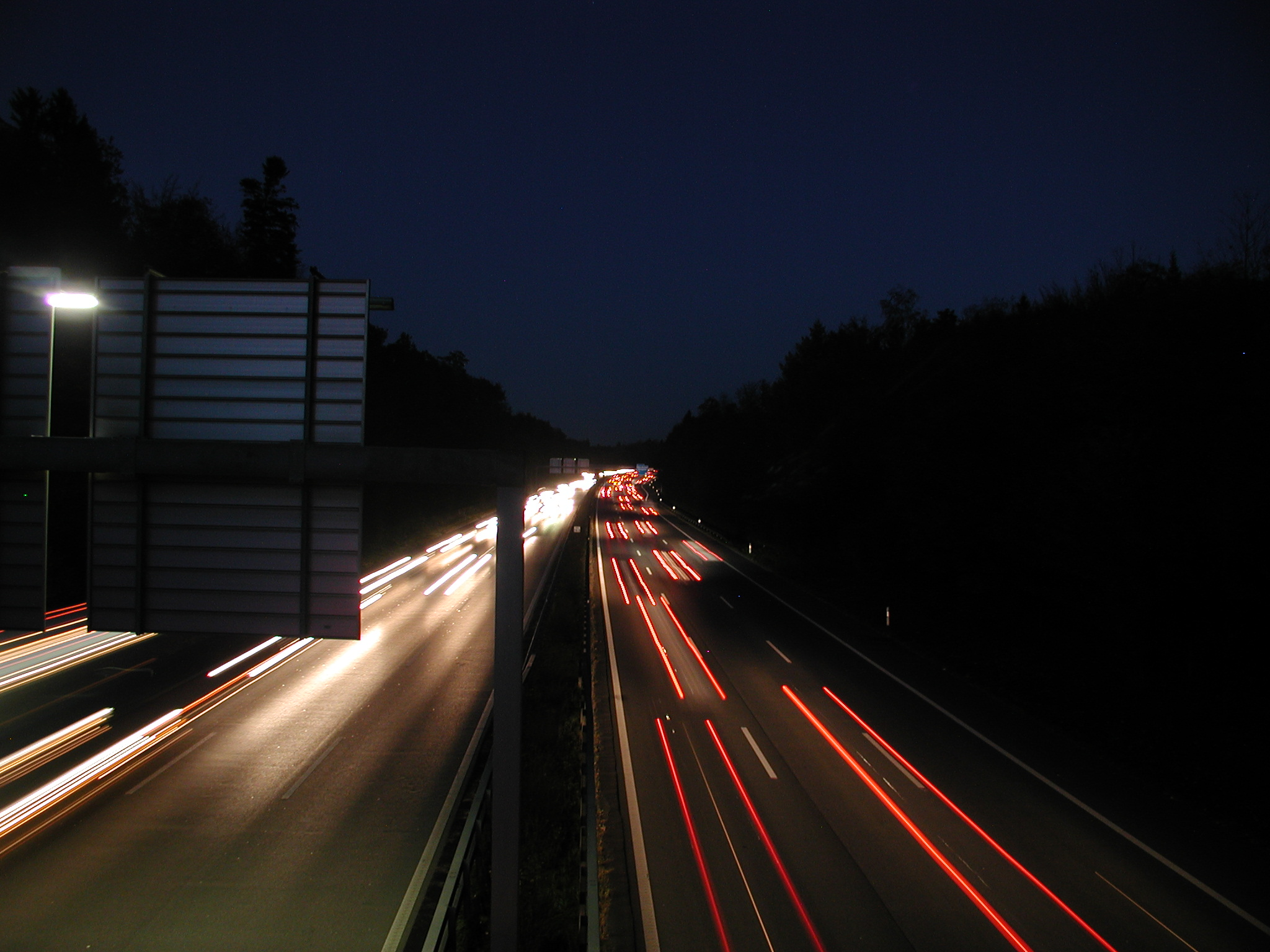
La route européenne 25 de nuit à Berne.
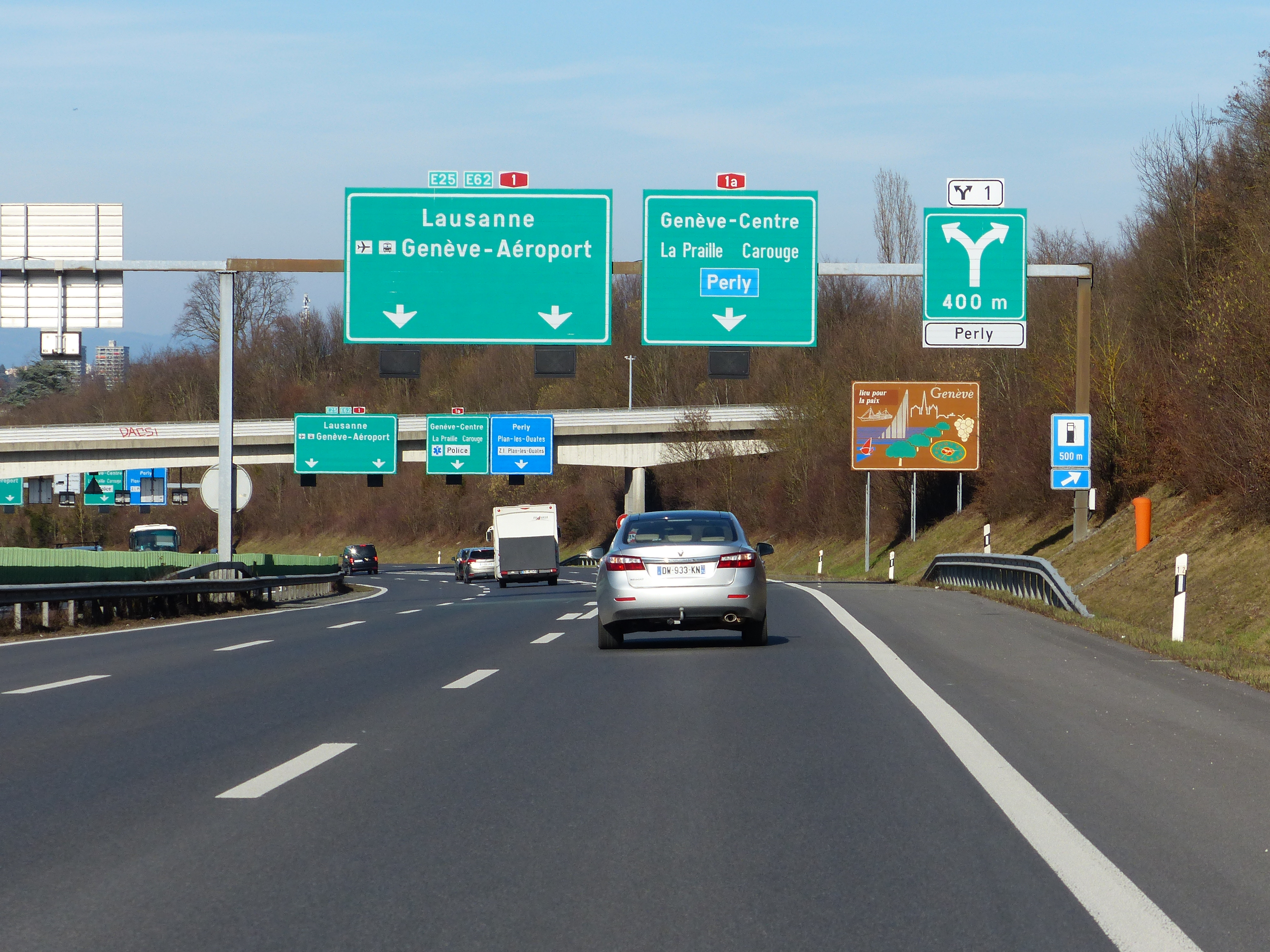
La route européenne 25 près de Genève.
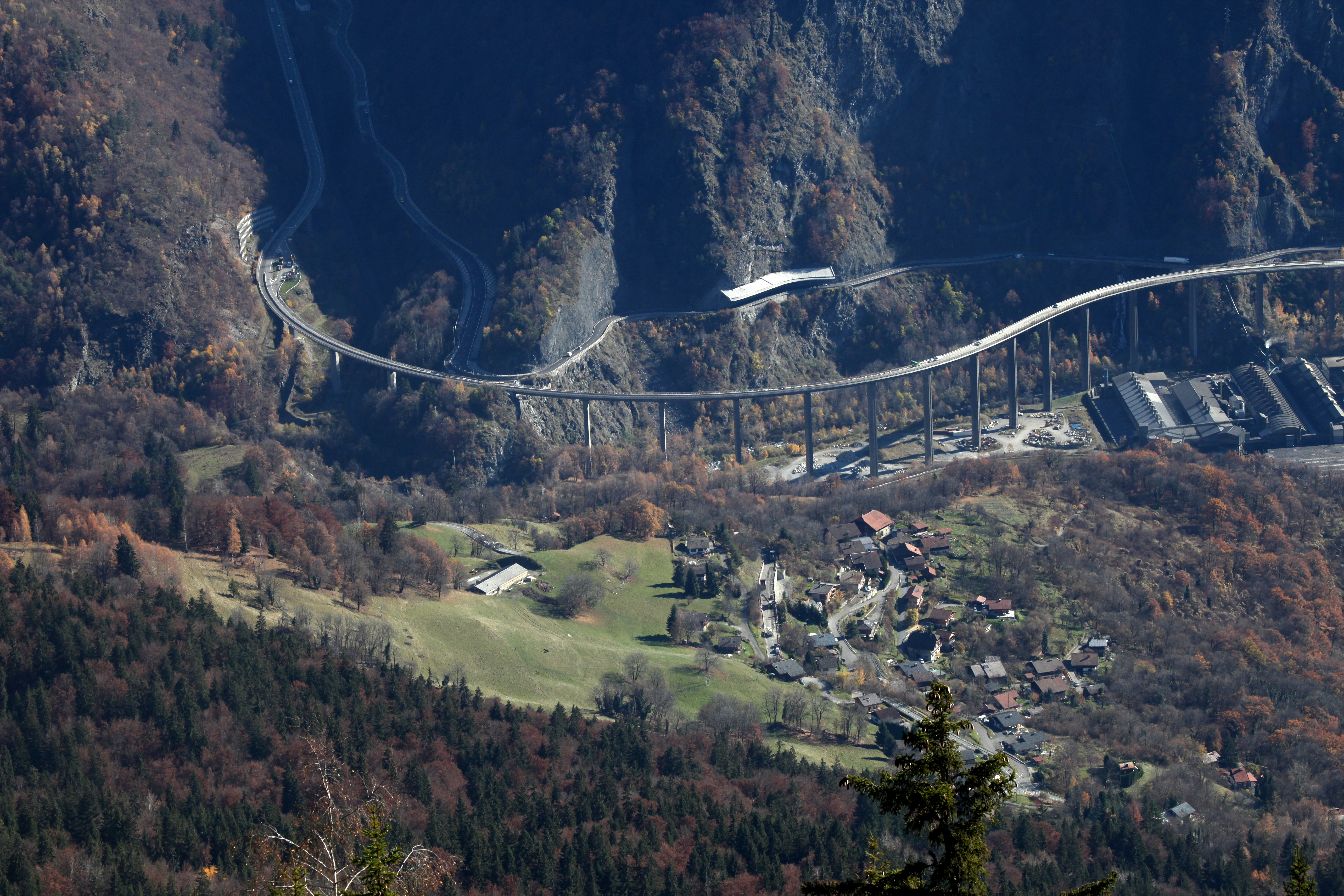
La route européenne 25 sur le Viaduc des Egratz.
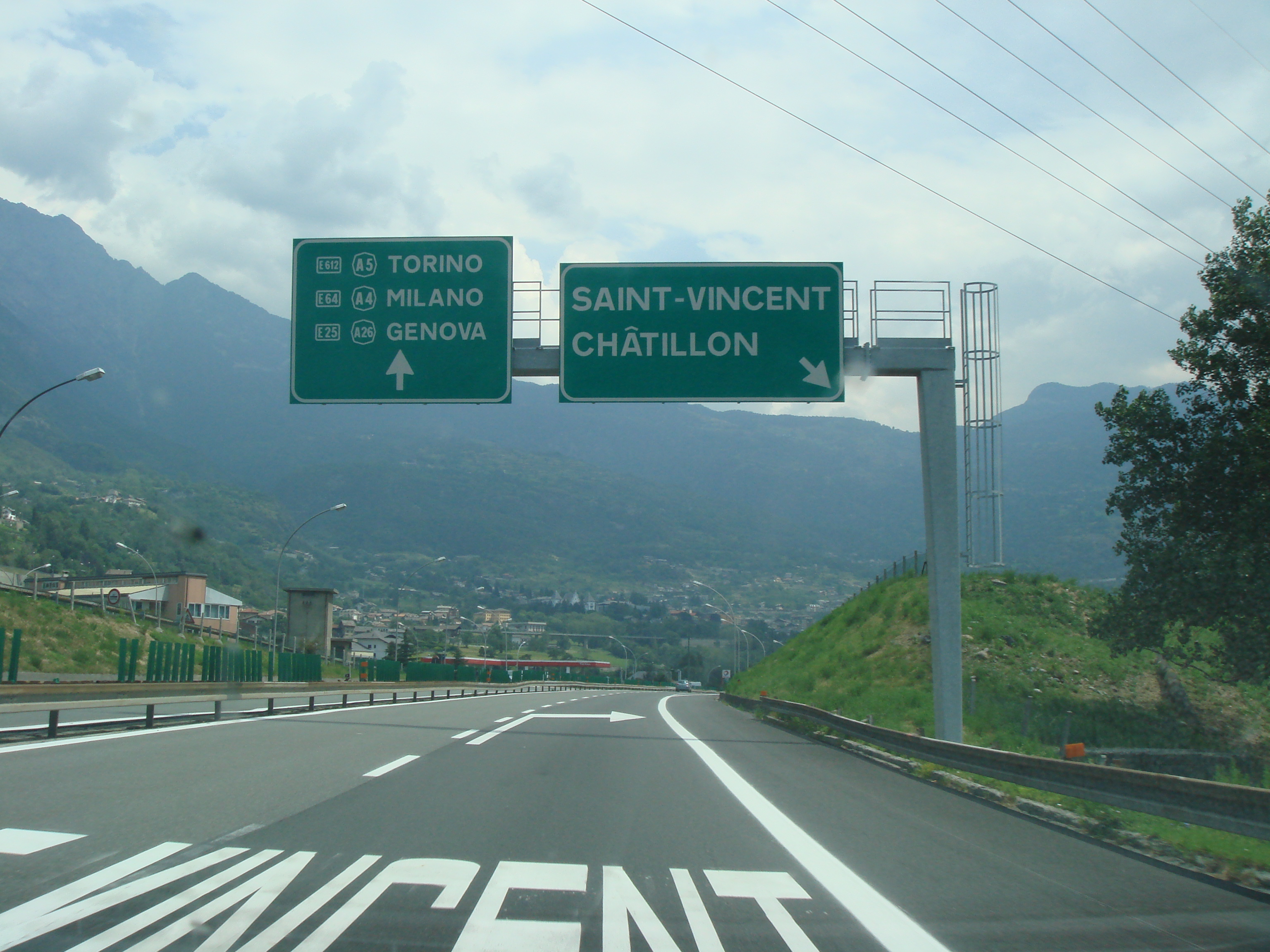
La route européenne 25 près de Châtillon.
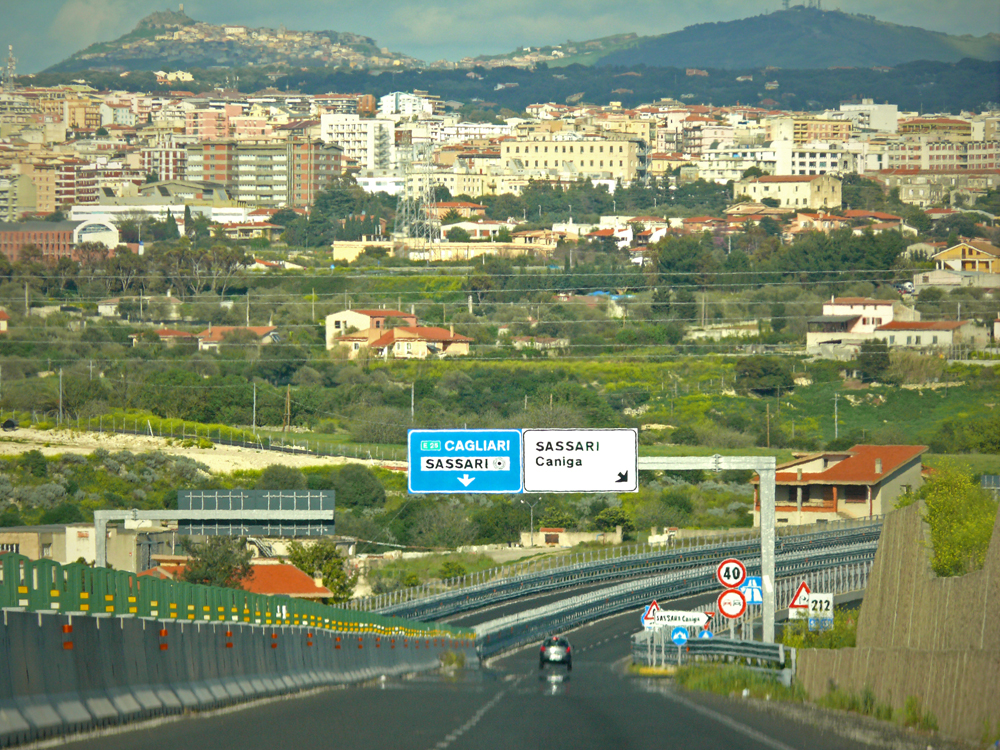
La route européenne 25 en Sardaigne.